# 张皇后 (明熹宗)
懿安皇后（1606年—1644年），张姓，河南祥符县人，父張國紀，明熹宗皇后，弘光帝上谥号“孝哀悊皇后”。

## 生平
万历三十五年十月初六日，明朝儒生張國紀因家境貧困，清晨起來為人代收租金，途中在路邊看到一個被遺棄的女嬰，躺在霜雪之中。那孩子雖未死亡，卻也不哭鬧，讓他感到奇怪便走近查看。有一異僧路過，告訴他此女將來必定大富大貴，甚至會嫁入皇室，建議好好撫養。於是他把女嬰帶回家撫養。窈窕端丽，绝世无双。張國紀有一個甥兒從小喪親，也寄養在家中，兩人年紀相仿，因此有人提議讓兩人成婚。但甥兒往往大病一場，此事便作罷。之後張嫣也避嫌，不再見他。清紀昀記載“厥体颀秀丰整，面如观音，眼似秋波，色若朝霞映雪，又如芙蓉出水；发如春云，眼同秋水，口如朱樱，鼻如悬胆，皓牙细洁，上下三十有八。丰硕广额，倩辅宜人，颈白而长，肩圆而正，背厚而平。行步如轻云之出远岫，吐音如白石之过幽泉。不痔不疡，无黑子创陷诸病。 ”。

## 被徵入宮
天啟元年（1621年）二月初六禮部請選淑女以正宫，天啟帝下詔令选天下十三到十六岁的淑女。從五千人中被徵選。五千人中只選出五十位進宮，這些人都被授予妃嬪的名份。當時主導選妃事宜的是太監劉克敬，他每次見到張氏，總會讚嘆不已，認為她是其中最優秀的，便推薦給太后代理昭姬劉氏。劉氏親自接見這五十人，與她們談話，又考察她們的書法、算術、詩畫等才藝，最後選出三位最出色者，分別是張氏、王氏與段氏。天啟帝親自召見這三人，也親自選擇。當時熹宗的乳母客氏已三十歲，憑妖艷容貌受到寵愛，被封為奉聖夫人。見到張氏後因驚艷而心生忌妒，便故意皺眉說：“此女年十五而已若是，他日长成必更肥硕，少风趣，安得为正选?”指王氏說：“此女甚婀娜。”天啟帝心中偏愛張氏，於是請光宗的嬪妃趙選侍來作最後裁決，趙說：“三人皆姝艳绝伦，古之昭君、玉环不能过。若论端庄有福、贞洁不佻，则张氏女又其上也。““此女端重”於是決定張氏为中宫，而以王氏为良妃，段氏为纯纪妃。”
四月冊為皇后。其父張國紀以女貴先封鴻臚寺卿，再封中軍都督府都督同知，後封太康伯，崇禎朝因助餉加封太康侯。
張氏個性嚴正。她非常不齒宦官魏忠賢和熹宗乳母—奉聖夫人客氏兩人聯手為非作歹的行徑，經常數次在熹宗面前提起兩人的過失，更曾以身為皇后的身分懲處過客氏，因此造成魏忠賢和客氏對她恨之入骨。客氏见天启帝宠爱中宫皇后，内心嫉妒，非常不悦，常诘问天启帝：“陛下取少艾而忘我乎！”但因為張氏是皇后，不同於其他嬪妃一般容易對付，因此兩人在背地裡造謠說，張皇后非張國紀之親生女兒，生父是大盜孫二，以混淆熹宗的視聽。天启帝曾怀疑，几次打算废后。天启帝到坤宁宫见皇后，又恋恋不舍，便开玩笑说：“你是重犯孙二之女吗？”皇后答道：“皇上若信浮言，妾岂敢久辱宫禁，愿早赐废斥。”张后起身进入内室，天启帝跟过去道歉。两人对坐御膳，和睦如初。熹宗道：“只要女兒好，管她父親是誰。”
天啟三年（1623年）張皇后懷有身孕，即懷沖太子朱慈燃，傳說客氏與魏忠賢將宮中所有對他們有異議的宮人全數趕走，改以自己的人手伺候。皇后懷孕期間腰肋疼痛，召喚宮人幫忙按摩。這名宮人暗中想害她腹中的孩子，故意下手過重，結果導致胎兒受損，生下死胎，此後張氏一生未曾再生育。除去痛恨客氏與魏忠賢兩人的行徑外，張皇后經常不動聲色的勸諫明熹宗，期望熹宗能「遠小人，近賢人」。明熹宗有次見皇后正手握書卷在讀著，便問是讀何書，張氏回說：「趙高傳。」，明熹宗默然不應。
一次宮門上有人投書，信中寫滿了魏忠賢的罪狀，魏忠賢懷疑是皇后之父—張國紀和其朋黨邵輔忠、孫傑等人在幕後指揮，因而下令大殺東林黨臣，希望藉此動搖皇后的地位。同時希望能將張氏趕下皇后的位子，好讓自己的侄孫女—魏良卿之女成為皇后。當魏忠賢在大殺東林黨臣時，朝中開始有幾位大臣察覺到魏忠賢的心意，因而紛紛上奏彈劾張國紀等人。大学士李国普调解道：“皇帝和皇后，相当于一国的父母。怎能煽动父亲去陷害母亲呢？”張國紀才得保命，被免官放歸故鄉。後來魏忠賢又欲唆御史陷害皇后父與信王（日後的崇祯帝朱由檢）通氣謀反，司禮監太監王體乾提醒他：“主上凡事昏聵，惟于夫婦手足間不薄，一著不慎，倘或他明白了，我等無遺類矣。”方已。
之後明熹宗病危，張皇后察覺客魏的呂不韋式陰謀，堅定主張傳位五弟信王。而朱由检之所以能夠順利登基為帝，其中天啟皇后出了很大的力，因此在崇祯帝登基後，上張氏尊号曰懿安皇后，晋封她的父亲为太康伯，朔旦十五日一朝，宮中行嫂叔禮。曾養育田貴妃所生皇子，甲申死亡。
一日，皇后晨起，宫人说：“宫监陈德润，人品清雅，性亦谨厚，皇后何不召之入侍，使为菜户，用破岑寂，诸事有所倚托？”張氏奏报崇祯帝，命贬陈德润到南京明孝陵去种菜。

## 死亡

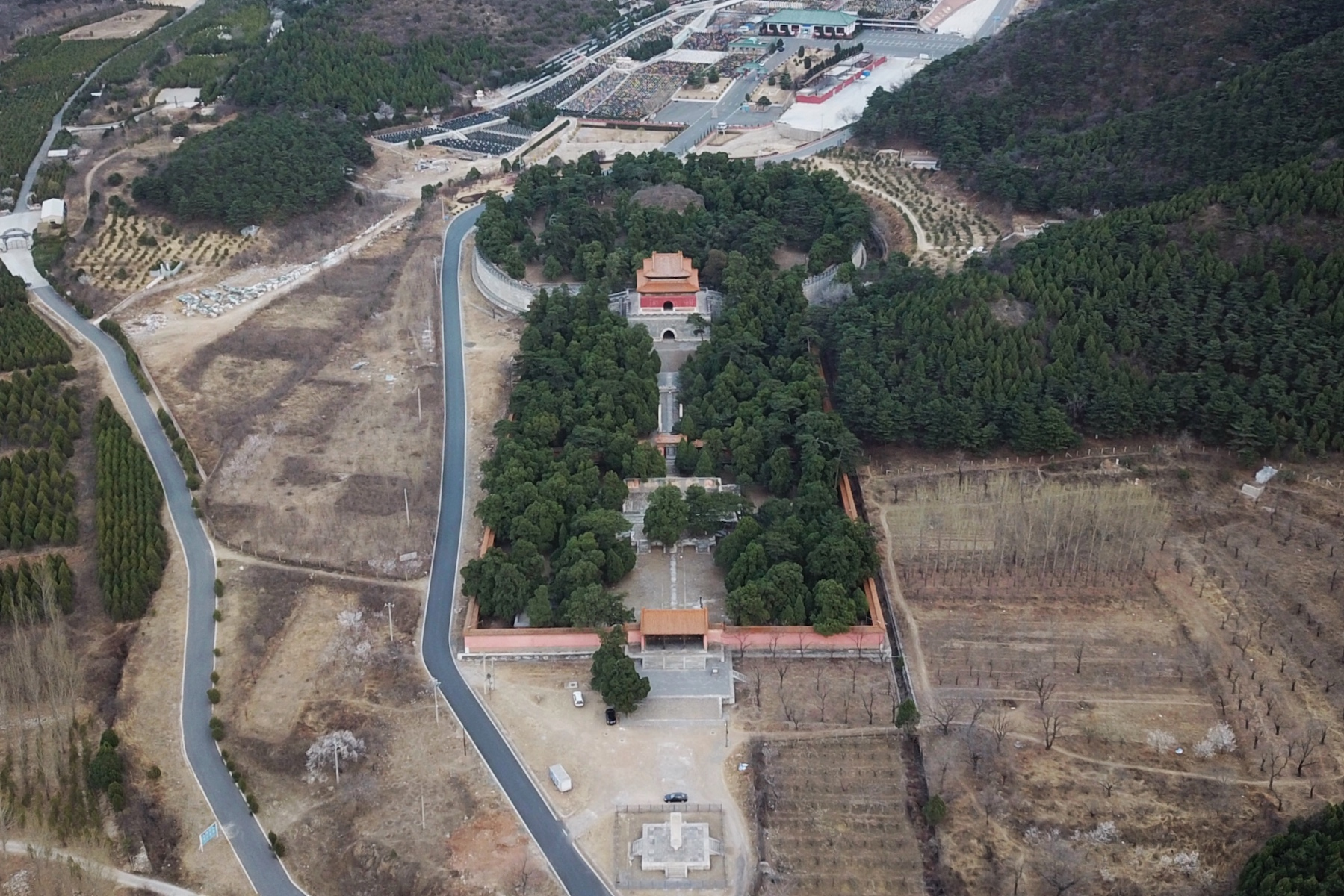
明德陵。2019年拍摄

崇禎十七年（1644年），李自成攻陷都城，明朝亡國。崇禎帝命自己的周皇后自缢，又揮劍砍伤了袁貴妃、砍斷了長女—十五歲的長平公主之左臂、刺死年僅六歲的么女—昭仁公主。再派太监去传口谕要皇嫂懿安皇后和李太妃也自缢。最後崇禎帝登上煤山自缢而亡。
当日李自成进入皇宫，懿安皇后从此再无下落。贺宿《懿安事略》、纳兰性德《渌水亭杂识》据宦官王永寿的说法称义军攻入京城后，“宫中鼎沸，后闻变自缢”。在自己的寢宮中上吊自殺身亡。周同谷的《霜猿集》中记载大順官兵西安人张孟坚親自見到她死亡。任容妃 (明熹宗)冒稱她。.清世祖順治元年，順治帝命將張氏和明熹宗合葬於德陵。
南明弘光元年（1645年）三月甲申朔己亥十六日，弘光帝上懿安皇后謚曰孝哀慈靖恭惠溫貞偕天協聖悊皇后。